# Promilhanes
Promilhanes – miejscowość i gmina we Francji, w regionie Oksytania, w departamencie Lot.
Według danych na rok 1990 gminę zamieszkiwały 184 osoby, a gęstość zaludnienia wynosiła 13 osób/km² (wśród 3020 gmin regionu Midi-Pyrénées Promilhanes plasuje się na 879. miejscu pod względem liczby ludności, natomiast pod względem powierzchni na miejscu 815.).